# 邓晔
鄧曄（?—?），司隷弘農郡析县（今河南省西峡县）人，新朝到东汉初期的武将。新末群雄之一，打倒王莽的重要人物。

## 生平
| 姓名           | 鄧曄                                                     |
| 時代           | 新朝 - 东汉時代                                          |
| 生没年         | 〔不詳〕                                                 |
| 字・別号       | 〔不詳〕                                                 |
| 本貫・出身地等 | 司隷弘農郡析县                                           |
| 職官           | 輔漢左将軍〔自称〕→執金吾〔更始〕 →復漢将軍〔更始→後漢〕 |
| 爵位・号等     | -                                                        |
| 陣营・所属等   | 〔独立勢力〕→更始帝→光武帝                               |
| 家族・一族     | 〔不詳〕                                                 |

地皇四年（23年）秋，得知更始帝劉玄即位，鄧曄和同乡于匡共一百余人南乡举兵。
鄧曄对率数千人守備武关的析县宰说：“刘帝已立，君何不知命也！”，析县宰归降，鄧曄获得其軍。鄧曄自称輔漢左将軍、于匡自称輔漢右将軍。鄧曄、于匡攻下弘農郡析县、丹水县，攻打武关，都尉朱萌归降，杀右队大夫宋綱，奪取弘農郡湖县。
王莽任命郭钦、王况等九人为将軍，号「九虎将軍」討伐鄧曄、于匡，九虎将軍率軍守備弘農郡華陰县回谿要衝。于匡率数千射手从正面挑战九虎将軍大軍。同时，鄧曄从弘農郡湖县閔乡出击，出南方棗街、作姑突破九虎将軍的防衛線，从北部迂回，从後背突击九虎将軍陣营。鄧曄、于匡大破九虎将軍。
同時，更始帝派遣西屏大将軍申屠建、丞相司直李松、赵萌攻打常安，鄧曄、于匡開武关迎入申屠建的大軍，联合進軍常安。常安攻克，鄧曄属下的王憲取得王莽的首級，新朝滅亡。
此後，鄧曄、于匡成为更始帝的臣下。更始三年（25年），鄧曄被任命为執金吾。更始帝派他对计划兵变的隗囂之邸宅进行包围，隗囂突出重围，和门客王遵、周宗逃走。
建武二年（26年）正月，更始帝任命的復漢将軍鄧曄、更始帝任命的輔漢将軍于匡投降汉光武帝劉秀。光武帝复二人爵位。
建武三年（27年）四月，漢軍馮異在右扶風上林苑击破延岑，延岑敗走，馮異派遣鄧曄、于匡从析县迎击、追击。鄧曄、于匡大勝，延岑部将蘇臣以下八千余人归降。建武四年（28年）春，鄧曄、于匡在右将軍鄧禹指揮下，於南陽郡鄧县、武当县再战延岑，再次破敌。
以後，鄧曄之名史書不载。